# Phasia mesnili
Phasia mesnili là một loài ruồi trong họ Tachinidae.